# Ur
 Ovo je glavno značenje pojma Ur. Za druga značenja pogledajte Ur (razdvojba).
Ur (sumerski: Urim(ki), akadski: Uru, arapski: أور‎‎) je drevni grad u južnoj Babiloniji, danas moderni Tell el-Mukajar (تل المقير‎‎) u južnom Iraku. Ur je nekad bio obalni grad smješten nedaleko od ušća rijeke Eufrat u Perzijski zaljev, dok je danas povučen u unutrašnjost, južno od Eufrata, na njegovoj desnoj obali, 16 km od grada Nasirije i blizu staroga grada Eridua. Sam grad poznat je po hramu ziguratu, gotovo još uvijek netaknutom koji je bio svetište božice mjeseca imenom Nana u sumerskoj mitologiji. Ur je mjesto gdje je niknulo prvo klinasto pismo, odakle sežu počeci astronomije i matematike, umjetnosti i obrta.
Ur je 2016. godine, zajedno s još šest lokaliteta pod nazivom „Ahvar u južnom Iraku”, upisan na UNESCO-ov popis mjesta svjetske baštine u Aziji kao „jedan od tri arheološka lokaliteta mezopotamijskih gradova iz vremena vladavine Sumerana, između 4. i 3. tisućljećja prije Krista u jednom od najvećih kopnenih sustava ušća u krajnje vrućem i suhom okolišu”.

## Povijest
Prema povijesnim dokazima, Ur je bio naseljen već oko 4300. pr. Kr. (vrijeme proroka - el-‛obēd) i to je vrijeme također i početak kulture u današnjom ostacima južnog Babilona. No grad nije cijelo vrijeme bio naseljen. Poznat je period nakon tell el-‛obēd, 6 km sjevernije od Ura, koje je prvo nalazište za to vrijeme poznate keramike. Za vrijeme tog perioda koji traje do 3400. pr. Kr. biva Ur kroz jedno dulje razdoblje poplava razoren i uništen. No do 2600. pr. Kr. kultura se diže iz pepela te se manje zajednice povezuju, ponovno se uspostavlja grad, grade se irigacijski sustavi da bi se spriječile poplave u kišnim razdobljima.
Sama pozicija Ura bila je strateški vrlo povoljna. Tu je bilo sjecište puteva prema Sredozemnom moru i Perzijskom zaljevu te kopnenih puteva koji su vodili u Arabiju. Tada su nastale i mnoge kićene grobnice, uključujući i onu kraljice Puabi. Tu su također nađeni artefakti koji nose imena kraljeva Meskalamduga i Akalamduga. S vremenom, kraljevi Ura postali su kraljevima cijelog Sumera.
Godine 2375. pr. Kr. I. dinastija Ura započinje sumerski kraljevski red koji spominje kraljeve Mesenepada, Aanepada, Meskiagnuna, Elulu i Balulu. 
Kraljevi II. dinastije nisu od naročitog značaja.
Ur-Namu, guverner grada Ura, uzurpirao je vlast svrgnuvši Utu-Kegala, te je postao osnivač najznačajnije sumerske dinastije - III. dinastije Ura. Prozvao se «kraljem Ura, kraljem Sumera i Akada» jer je ponovno ujedinio teritorij nekadašnjeg Akadskog kraljevstva. Vladao je 18 godina, od 2111. do 2094. pr. Kr. pretvorivši grad Ur u prijestolnicu svoje velike države. Treća dinastija Ura vladala je samo 100 godina, do 2003. i dala pet vladara od kojih su najznačajniji Ur-Nammu i njegov sin Šulgi koji je oca po mnogočemu nadmašio. Šulgijevi sinovi Amarsu‛ena, Šūsîn i Ibbīsîn bili su nesposobni održavati takvo kraljevstvo te su ga doveli do raspada. 
Zanimljivo je da nema zapisa o borbama Ur-Namua za ponovno ujedinjenje carstva, te se pretpostavlja da nisu dugo trajale. Budući da nije bio opterećen ratovima, svoju pažnju mogao je usmjeriti uspostavljanju reda i mira u zemlji stvaranjem jake državne administrativne i vojne mreže, jačanjem sudstva na osnovu donesenog zakonika, omogućavanjem privrednog razvoja i razgranatim graditeljstvom. Osnovne administrativne jedinice bile su uglavnom teritoriji nekadašnjih gradova država u kojima su sad kraljevu vlast zastupale dvije osobe: «ensi» za građanske dužnosti i «patesi» za vojne poslove. Budući da je njegovo kraljevstvo bilo mješavina etničkih zajednica, a da bi u kraljevstvu zadržao mir, povukao je mudar potez - na najviša mjesta državne uprave nije stavljao samo Sumerane, već i pripadnike drugih etničkih zajednica. Poznat je njegov kodeks zakona - Kodeks Ur-Nammu, čiji je fragment identificiran 1952. u Istanbulu, i jedan je od najstarijih takvih dokumenata. Identificirao ga je sumerolog S.Kramer na poticaj arheologa Krausa. Dotični je Kodeks 300 godina stariji od Hamurabijeva zakonika i po nekim je pitanjima znatno blaži prema krivcima od Hamurabijeva zakonika.
Nakon Ur-Nammua na scenu dolazi Šulgi koji vlada 48 godina i koji je kraljevstvo bitno ojačao te je vodio strogu evidenciju o prihodima i rashodima. Nije vodio mnogo ratova, sve borbe bile su vezane samo uz učvršćivanje granica. Snažno je poticao razvoj trgovine. Za njegovo vrijeme raslojavanje društva je dobilo jasne, zakonom utvrđene oblike. O Šulgiju je ispjevano tridesetak himni koje ga slave gotovo kao božanstvo te je njegovo ime dano jednom mjesecu sumerskog kalendara. Ur-Nammu i Šulgi već su za života bili slavljeni kao božanstva. Jedna knjiga preostala iz sumerske pisane književnosti progovara o smrti Ur-Nammua te njegovom putovanju u podzemlje. 
Šulgijev nasljednik, Amar-Sin, vladao je samo 9 godina. Nakon njega dolazi Šu-Sin za čije vladavine započinje raspad velikoga carstva. Za vrijeme Ibi-Sina dolazi do konačnog raspada carstva jer je unutarnja stabilnost zemlje, koja je počivala na strogoj apsolutističkoj vlasti, bila snažno poljuljana. 
Do uništenja III. dinastije dolazi pod navalom Amorićana, te posebice Elamaita pod kojima Ur gubi svoju političku moć, ali zadržava svoju poziciju kultnog mjesta boga Mjeseca. Poznate su «Tužaljke za Urom» koje taj pad opisuju. 
Mezopotamija je tad ostala podijeljena na pet manjih kraljevstava: Isin i Larsa na jugu, Ešnuna i Mari u središnjem dijelu i Ašur na sjeveru. Istočno od Mezopotamije najviše se razvio Elam.
Povijesni podaci govore da je u svom najvećem cvatu Ur bio najveći grad tada poznatog svijeta sa 65.000 stanovnika. U 6. st. pr. Kr. Ur se ponovno uzdiže za vrijeme vladavine Nabukodonozora II. Posljednji babilonski kralj Nabonid gradi zigurate, no grad ipak počinje propadati oko 550. pr. Kr., a oko 500. pr. Kr. više nije naseljen. Pretpostavlja se da su razlog tome duga razdoblja suše i promijenjen tok rijeka.

## Društveno uređenje
Robovlasnički sustav već je imao duboke korijene, jer je robovski rad bio važan čimbenik proizvodnje. Robovi, «namra», bili su u vlasništvu države ili hramova, a do njih se dolazilo putem ratnih zarobljavanja. Najčešće su korišteni za velike građevinske, zemljišne i poljoprivredne radove te uzimani kao vojnici u udaljenim dijelovima kraljevstva. Postojali su robovi koji su nastali iz redova osiromašenih seljaka, te su nazivani «geme». Oni su bili sluge u privatnom vlasništvu. 
Raslojavanje u redovima građanstva bilo je mnogo očitije. Uz plemstvo i svećenstvo razvija se srednji stalež činovnika, trgovaca i obrtnika.

## Graditeljstvo i umjetnički spomenici III. dinastije Ura
Treća dinastija Ura, pogotovo Ur-Nammu i Šulgi razvijaju umjetnost i graditeljstvo koje su potpuno u službi kraljevske vlasti i vjerskih potreba. Kipovi vladara postavljani su po mnogim gradovima, a kipovi božanstava po hramovima. Ukrašavane su palače, hramovi, kuće bogatijeg srednjeg sloja, izrađivane su skupocjene vaze, posude od kamena i plemenitih metala, potražnja za nakitom i cilindričnim pečatima. Bez poteškoća dolazilo se do zlata, srebra, bjelokosti, dragog kamenja pri čemu umjetnički obrt ima duboku tradiciju. Ur-Nammu dao je graditi mnoge hramove, a posebno je postao poznat po ziguratima - stepenastim građevinama koje je dao podići u mnogim gradovima, a najpoznatiji su u Uru, Uruku, Eriduu, Larsi i Nipuru. Te građevine izgledaju «lagano» jer su sve linije skladne, fasade su obrađene vertikalnim nišama na tradicionalan sumerski način, a posebno zato što su sve linije blago povijene. Urski zigurat građen je od dva dijela - u donjem dijelu opeka je povezivana bitumenom, a u gornjem sloju sa žbukom. Hram je izgrađen 2100. pr. Kr. za vladavine Ur-Nammua i visok je 21 metar. 
Vještinu gradnje s entazisom, koji je u antičkoj arhitekturi neznatno konveksno ispupčenje srednjeg dijela nosivog stupa, sumerski arhitekti primijenili su 16 stoljeća prije slavnih grčkih graditelja na Akropoli. Orijentacija zigurata ista je kao i hramova - kutovi su orijentirani prema 4 strane svijeta.

## Biblijski Ur
Grad Ur, a tu se podrazumijeva Ur Kaldejski, rodni je grad Abrahamova oca Teraha u kojem se Abraham oženio Sarom te zajedno s ocem iselio u Haran. Odatle je Abraham po Božjoj uputi doselio u Kanaan, kasniju Palestinu. Abraham se danas smatra ocem triju religija - kršćanstva, židovstva i islama.

## Arheologija
Sredinom 17. st. Ur je posjetio Pietro Della Valle koji je uočio prisutnost starih opeka obilježenih neobičnim simbolima zajedno povezanima bitumenom kao i neobilježene dijelove crnog mramora.
Ostatke Ura prvi su istražili engleski arheolozi Loftus i Taylor 1854. Kasnije ekspedicije vodio je Campbell Thompson 1918. i Hall 1918./19. Do sustavnih istraživanja ruševina dolazi 1922. kad su svoje snage udružili Pennsylvanijsko sveučilište, Sveučilišni muzej, te Britanski muzej i to pod vodstvom Leonarda Woolleya. Ekspedicija je, nakon 12 uspješnih zahvata na lokalitetu, svoj rad završila 1934.
Sam je grad ovalnog oblika. Na sjevernom dijelu te u sredini zapadnog dijela nalaze se ostaci luke za riječni promet, nazvane sjeverna i zapadna luka. Srednja trećina sjeverne polovice lokaliteta jest sveto područje grada i ekspedicije su ga veoma detaljno proučile. Iza tog svetog područja iskapanjem su otkrivene privatne kuće iz razdoblja Isin-Larsa (20./19. st. pr. Kr.). Također, slično područje privatnih kuća otkriveno je između sjevernog kuta svetog područja i zapadne luke. Tipična kuća imala je 2 kata. Glavno predvorje bilo je okruženo sobama, a stepenice u kutu vodile su na viši kat gdje su bile sobe otvorene prema balkonu koji je gledao na predvorje. Balkon je bio poduprt drvenim stupovima. Krovovi su bili ravni. Ulice su bile uske, a ponegdje među kućama mogao se naći neki hram manjeg božanstva.
Sveto područje (svetište) grada Ura pravokutnog je oblika i tu se u njegovom sjeverozapadnom dijelu nalazi glavni hram grada, E-temen-ni-guru, posvećen božanstvu Mjeseca, bogu Nana. To je ujedno i najveći sačuvani zigurat. U sam hram ulazi se kroz velika vrata s tornjevima na sjeveroistoku koja vode u veliko pravokutno predvorje okruženo mnogim prostorijama različitih namjena. Na sjeverozapadnom dijelu tog prostora iskapanjem su pronađena mnoga prijestolja koja su vjerojatno služila raznim bogovima koji su se okupljali zajedno s Nannom. Nasuprot predvorja stepenice vode na veće, unutarnje, pravokutno predvorje na višem nivou u čijem centru stoji hramski stup ili zigurat. U vrijeme 22./21. st. pr. Kr. sagrađena je velika stepenasta piramida s tri velike stepenice čije je predvorje bilo od blatnih opeka, dok je izvana bila obložena nekom vrstom fasadne cigle. Velike, monumentalne stepenice na istočnoj strani vode na prvi plato, dok se s lijeve i desne strane tih glavnih, stepenice penju bočne da bi se na vrhu spojile s glavnim stepenicama u ulaznoj prostoriji. Na drugi i treći plato vode manje stepenice, a na trećem platou ujedno se nalazi i sam hram božanstva Mjeseca. U tom kompleksu, istraživači su pronašli skladište, poznato pod imenom G-nin-mah, koje se koristilo za čuvanje vune i ostalih dobara, a u svom centru imalo je dvostruku ćeliju, vjerojatno za Nannu i njegovog pratitelja Ningala. Samom Ningalu posvećen je veliki hramski kompleks u jugoistočnom dijelu zigurata. U jugozapadnom dijelu zigurata smještena je hramska kuhinja s ognjištem, dok se u sjeverozapadnom dijelu nalaze odaje entu-princeze - djevojke kraljevskog podrijetla odabrane da bude ljudska mlada boga Mjeseca u godišnjem ritualu sklapanja svetog braka. Pronađeni su i oskudni ostaci palače kralja Šulgija iz III. dinastije Ura te veličanstveni mauzolej kraljeva III. dinastije Ura. Cilj mauzoleja bio je stvoriti što bolji zagrobni život deificiranim kraljevima.
Mauzolej kraljeva III. dinastije Ura posljednja je grobnica kraljevskog groblja pronađena na tom lokalitetu koja datira iz vremena oko 2600. pr. Kr. To groblje, pažljivo i vješto istraženo, iznjedrilo je mnoštvo blaga i bacilo sasvim neočekivano svjetlo na stare, sumerske obredne običaje i vjerovanja. Kraljice i kraljevi Ura bili su pokapani zajedno sa svojim dvorjanima i slugama. Sudeći prema spokojnim pozicijama njihovih tijela, kićenosti odjeće koju su nosili, glazbenicima koji su pokopani sa svojim instrumentima, smatra se da su dobrovoljno ušli u smrt, popivši otrov, želeći pratiti svog vladara i u zagrobni život. Taj običaj pratnje vladara u zagrobni život potvrđen je i literarnim tekstovima. Neke kasnije spekulacije govore da zapravo tu nije riječ o kraljevima i kraljicama već o sudionicima starog rituala plodnosti čiji su glavni sudionici nakon završetka rituala bili ubijeni. No, na nekim grobnicama izričito piše «kralj» ili «kraljica» te je to još i literarno potvrđeno što otklanja svaku sumnju o tome tko je zaista ondje ležao.
U Uruku je otkriven još jedan hram - Ur-Nammu je tu preko stare jezgre zigurata i platforme u obliku slova L dao sagraditi veliki zigurat E-Ana, posvećen boginji Inani. Zbog razaranja, taj je zigurat kasnije bio dograđivan i obnavljan.
Ur Kaldejski danas je muzej na otvorenom.

## Vanjske poveznice
- Kraljevske grobnice Ura na Mesopotamia website, British Museum (engl.) Pistuljeno 24. srpnja 2016.
- Ur Haldejski - drevni grad (srp.) Pistuljeno 24. srpnja 2016.
- UR, JUŽNI IRAK: OTKRIVEN DOM BIBLIJSKOG AVRAMA – VIDEO  Arhivirana inačica izvorne stranice od 17. kolovoza 2016. (Wayback Machine) (srp.) Pistuljeno 24. srpnja 2016.